# Liste der Naturdenkmale in Sauerthal
Die Liste der Naturdenkmale in Sauerthal nennt die im Gemeindegebiet von Sauerthal ausgewiesenen Naturdenkmale (Stand 20. Mai 2024).

## Ehemalige Naturdenkmale
| Nr. | Bezeichnung | Lage                              | Beschreibung                                    | Bild            |
| --- | ----------- | --------------------------------- | ----------------------------------------------- | --------------- |
|     | Winterlinde | Tiefenbachstraße, vor Nr. 12 Lage | Tilia cordata; Rechtsverordnung 2013 aufgehoben | Fotos hochladen |